# The Cut (Berkshire)
The Cut ist ein Wasserlauf in Berkshire, England. Er entsteht als Abfluss eines Sees nördlich von North Ascot und fließt zunächst in westlicher Richtung. Im Norden von Bracknell, östlich von Binfield wendet er sich nach Norden. Nachdem er den M4 motorway südlich von Maidenhead unterquert hat, wechselt er seinen Lauf in eine östliche Richtung, in der er bis zu seiner Mündung in die Themse südlich der Monkey Island bei Bray fließt.